# Alexei Grigorjewitsch Stachanow

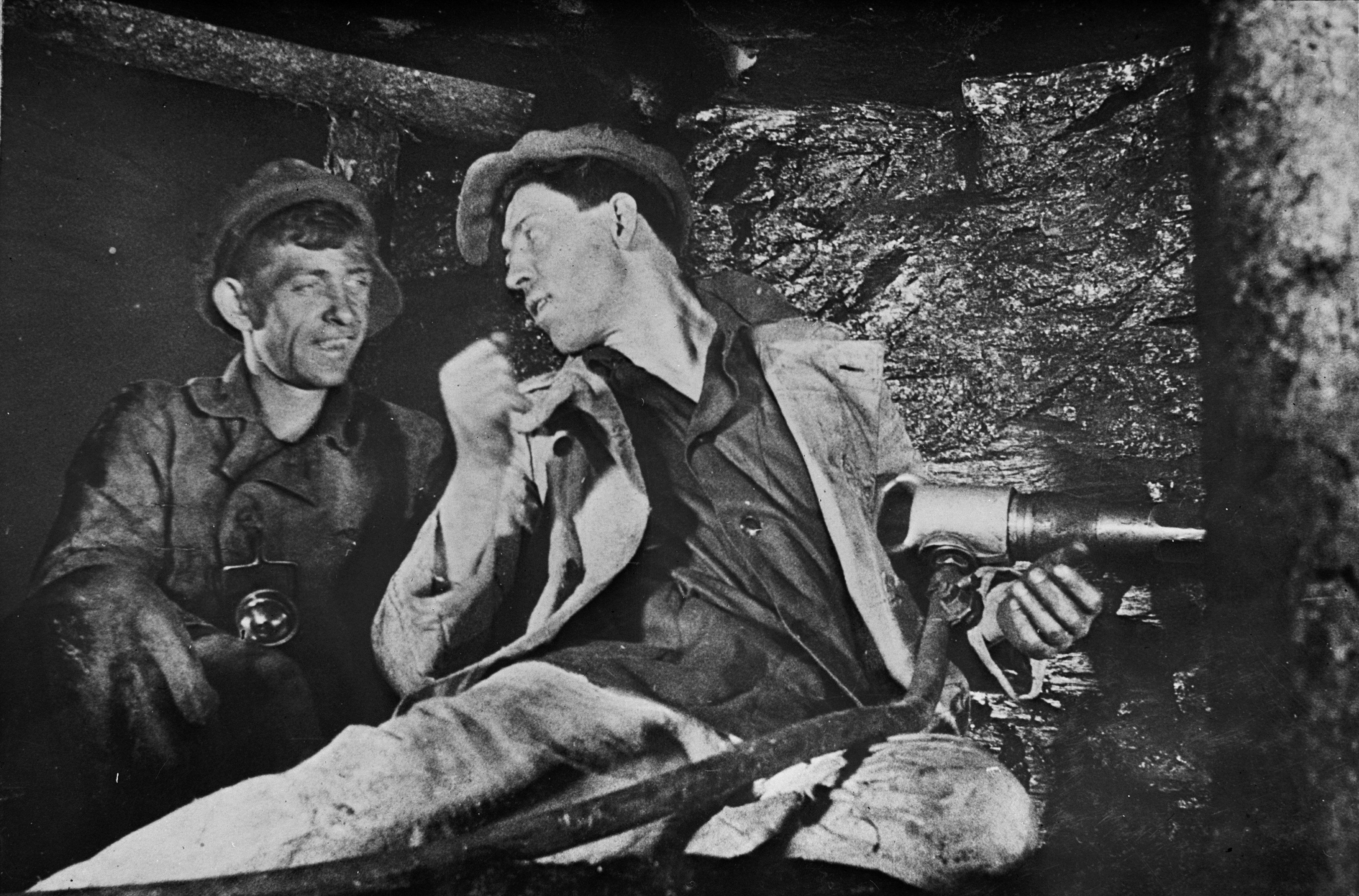
Alexei Stachanow (rechts) spricht zu einem anderen Bergmann

Alexei Grigorjewitsch Stachanow (russisch Алексей Григорьевич Стаханов, wiss. Transliteration Aleksej Grigor'evič Stachanov; * 21. Dezember 1905jul. / 3. Januar 1906greg. in Lugowaja bei Orjol; † 5. November 1977 in Tores bei Donezk) war ein sowjetischer Bergmann. Er förderte am 31. August 1935 als Hauer in einem Steinkohlenbergwerk im Donezbecken 102 Tonnen Kohle in einer Schicht. Das war das 13-fache der damals gültigen Arbeitsnorm.
In der Folge organisierten Gewerkschaften und die WKP (B) die Stachanow-Bewegung zur Steigerung der Arbeitsproduktivität in der Sowjetunion und machten ihn zum Vorzeigearbeiter.
Nach dem Vorbild Stachanows initiierte 1948 die Sowjetische Besatzungszone Deutschlands mit der Planübererfüllung des Bergmanns Adolf Hennecke die Aktivistenbewegung.

## Leben

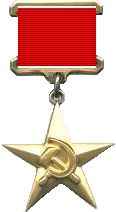
Der sowjetische Orden „Held der sozialistischen Arbeit“

Stachanow besuchte die Schule im Winter insgesamt drei Jahre. Mit 20 Jahren kam er ins Donezbecken und begann in der Zeche Zentralnaja Irmino 1927 als Hilfsarbeiter, wurde dann Hauer und stieg mit der mit Auszeichnung bestandenen Prüfung des sogenannten „staatlichen technischen Minimums“ sowie einer über die Handhabung eines modernen Abbauhammers in die Liga der „Stoßarbeiter“ (Udarniki) auf. Damit lagen seine täglichen Abbaunormen bereits bei zehn bis zwölf Tonnen statt bei den üblichen sieben Tonnen.
Für seine Rekordleistung erhielt er eine Prämie in Höhe eines Monatslohns, ein neues Haus mit Telefon und feinen Möbeln, einen Kuraufenthalt und mit seiner Frau einen Ehrenplatz im Klubhaus.
Nach seinem Rekord wurde er Abteilungsleiter für Sozialistischen Wettbewerb im Ministerium für Kohleindustrie. Ein sich verschlimmerndes Alkoholproblem und sich daraus ergebende Zwischenfälle führten schließlich zu einem Ultimatum, Moskau binnen 24 Stunden zu verlassen. Er arbeitete danach als Gehilfe eines Zecheningenieurs. Der Allunions-Konferenz zum vierzigsten Jahrestag der Stachanow-Bewegung musste er fernbleiben.
Stachanow starb vereinsamt und depressiv als Alkoholiker.

## Auszeichnungen
Stachanow wurde von der sowjetischen Führung als menschliches Vorbild gefeiert und erhielt 1970 den Orden „Held der sozialistischen Arbeit“. Nach seinem Tod wurde die ostukrainische Stadt Kadijiwka von 1978 bis 2016 Stachanow benannt (de facto bis heute).